# Баккегем, Оливье де
Маркиз Оливье де Баккегем (нем. Olivier Marquis de Bacquehem; 1847—1917) — австрийский государственный деятель; министр торговли.

## Биография
Оливье де Баккегем родился 25 августа 1847 года в городе Троппау, во французской семье, эмигрировавшей в Австрию; сын майора, учился первоначально в Терезианской дворянской академии, затем в Венском университете.

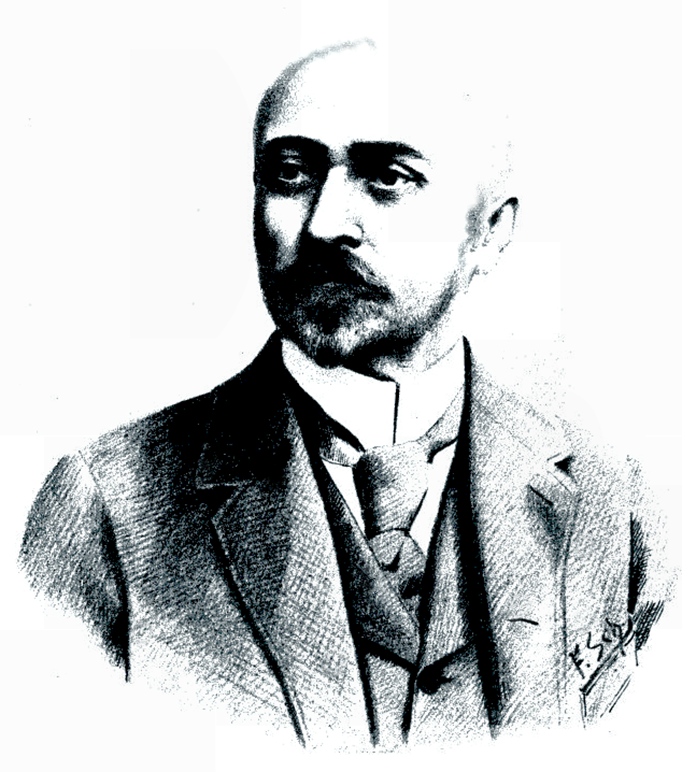
Де Баккегем (1908 год)

Свою служебную деятельность он начал в судебной палате, затем продолжал ее при Штремайре в министерстве народного просвещения. Вскоре маркиз де Баккегем был назначен начальником округа в Тешене, но после занятия австрийцами Боснии отправился в Сераево и вскоре достиг блестящего положения при наместничестве. 
Спустя три года Баккегем вернулся назад и в 1882 году, как силезский уроженец и знаток этого края, был сделан наместником Силезии, а через 4 года, 26 июня 1886 года, получил портфель министра торговли в кабинете своего дяди, Эдуарда Таафе; этот пост он занимал до 1893 года.
На этой должности, в числе прочего, он добился уничтожения порто-франко в Триесте; отстаивал переход железных дорог в руки государства, руководил переговорами с Германией, Италией, Швейцарией, Бельгией и Сербией о торговых трактатах. 
В министерстве Альфреда III Виндишгреца с 1893 по 1895 год  де Баккегем был министром внутренних дел и вёл, по утверждению В. В. Водовозова, «полицейски-реакционную политику».
Оливье де Баккегем умер 22 апреля 1917 года в городе Вене.

## Награды
- Почётный гражданин Любляны (1895)[3].